# Férfi könnyűsúlyú kétpárevezős a 2004. évi nyári olimpiai játékokon
A 2004. évi nyári olimpiai játékokon az evezés férfi könnyűsúlyú kétpár versenyszámát augusztus 15. és augusztus 22. között rendezték a Szkíniasz evezős és kajak‑kenu központban. A versenyt a Tomasz Kucharski, Robert Sycz összeállítású lengyel páros nyerte a francia és a görög egység előtt. A magyar páros (Hirling Zsolt és Varga Tamás) az 5. helyen zárt.

## Versenynaptár
Az időpontok helyi idő szerint, zárójelben magyar idő szerint olvashatóak.
| Dátum                         | Időpont       | Forduló          |
| ----------------------------- | ------------- | ---------------- |
| 2004. augusztus 15., vasárnap | 7:50 (8:50)   | Előfutamok       |
| 2004. augusztus 17., kedd     | 15:20 (16:20) | Reményfutamok    |
| 2004. augusztus 19., péntek   | 7:50 (8:50)   | A/B elődöntők    |
| 2004. augusztus 19., péntek   | 8:50 (9:50)   | Vigasz elődöntők |
| 2004. augusztus 21., szombat  | 10:20 (11:20) | Döntők           |

## Rekordok
A verseny előtt a következő rekordok voltak érvényben:
| Világrekord | Olaszország (ITA) · Elia Luini · Leonardo Pettinari | 6.10,80 | Sevilla, Spanyolország | 2002. szeptember 22. |

A versenyen új rekord született:
| Olimpiai rekord | Vaszíliosz Polímerosz · Nikólaosz Szkiathítisz (GRE) | 6:15,22 | Athén, Görögország | 2004. augusztus 15. |
| Olimpiai rekord | Frédéric Dufour · Pascal Touron (FRA)                | 6:14,55 | Athén, Görögország | 2004. augusztus 15. |

## Eredmények
Az idők másodpercben értendők.
A rövidítések jelentése a következő:
- QSA/B: A/B-elődöntőbe jutás helyezés alapján
- QC/D: C/D-elődöntőbe jutás helyezés alapján
- QD: D-döntőbe jutás helyezés alapján
- QC: C-döntőbe jutás helyezés alapján
- QB: B-döntőbe jutás helyezés alapján
- QA: A-döntőbe jutás helyezés alapján
- OR: Olimpiai rekord

### Előfutamok
Négy előfutamot rendeztek, futamonként hat, ill. öt hajóval. Az első helyen célba érők az A/B elődöntőbe kerültek, a többiek a reményfutamba.
| Helyezés | Nemzet                                                             | Idő      | Mj        |
| 1. futam | 1. futam                                                           | 1. futam | 1. futam  |
| -------- | ------------------------------------------------------------------ | -------- | --------- |
| 1.       | Görögország (GRE) · Vaszíliosz Polímerosz · Nikólaosz Szkiathítisz | 6:15,22  | QSA/B, OR |
| 2.       | Olaszország (ITA) · Elia Luini · Nicola Moriconi                   | 6:19,82  |           |
| 3.       | Szlovákia (SVK) · Ľuboš Podstupka · Lukáš Babač                    | 6:22,00  |           |
| 4.       | Kína (CHN) · Csu Cse-fu · Jang Csien                               | 6:22,64  |           |
| 5.       | Kuba (CUB) · Armando Arrechavaleta · Yosvel Iglesias               | 6:25,14  |           |
| 5.       | Brazília (BRA) · José Sobral Júnior · Thiago Gomes                 | 6:33,92  |           |
| 2. futam |                                                                    |          |           |
| 1.       | Franciaország (FRA) · Frédéric Dufour · Pascal Touron              | 6:14,55  | QSA/B, OR |
| 2.       | Magyarország (HUN) · Hirling Zsolt · Varga Tamás                   | 6:20,98  |           |
| 3.       | Spanyolország (ESP) · Rubén Álvarez · Juan Zunzunegui              | 6:23,23  |           |
| 4.       | Japán (JPN) · Ura Kazusige · Takeda Daiszaku                       | 6:24,08  |           |
| 5.       | Hongkong (HKG) · Lo Ting Vaj · So Sau Vah                          | 6:43,49  |           |

| Helyezés | Nemzet                                                   | Idő      | Mj       |
| 3. futam | 3. futam                                                 | 3. futam | 3. futam |
| -------- | -------------------------------------------------------- | -------- | -------- |
| 1.       | Dánia (DEN) · Mads Rasmussen · Rasmus Quist              | 6:17,68  | QSA/B    |
| 2.       | Lengyelország (POL) · Tomasz Kucharski · Robert Sycz     | 6:21,45  |          |
| 3.       | Németország (GER) · Manuel Brehmer · Ingo Euler          | 6:25,22  |          |
| 4.       | Ausztrália (AUS) · George Jelbart · Cameron Wurf         | 6:28,94  |          |
| 5.       | Üzbegisztán (UZB) · Sergey Bogdanov · Ruslan Naurzaliyev | 6:52,34  |          |
| 4. futam |                                                          |          |          |
| 1.       | Írország (IRL) · Sam Lynch · Gearóid Towey               | 6:16,63  | QSA/B    |
| 2.       | Egyesült Államok (USA) · Steve Tucker · Greg Ruckman     | 6:20,00  |          |
| 3.       | Csehország (CZE) · Václav Maleček · Michal Vabroušek     | 6:21,82  |          |
| 4.       | Belgium (BEL) · Justin Gevaert · Wouter Van der Fraenen  | 6:26,25  |          |
| 5.       | Uruguay (URU) · Rodolfo Collazo · Joe Reboledo           | 6:29,20  |          |

### Reményfutamok
Négy reményfutamot rendeztek, a 4-4, ill. 5 hajóból az első 2-2 jutott az A/B elődöntőbe, a többiek a C/D elődöntőbe kerültek.
| Helyezés | Nemzet                                               | Idő      | Mj       |
| 1. futam | 1. futam                                             | 1. futam | 1. futam |
| -------- | ---------------------------------------------------- | -------- | -------- |
| 1.       | Japán (JPN) · Ura Kazusige · Takeda Daiszaku         | 6:17,26  | QSA/B    |
| 2.       | Egyesült Államok (USA) · Steve Tucker · Greg Ruckman | 6:19,35  | QSA/B    |
| 3.       | Németország (GER) · Manuel Brehmer · Ingo Euler      | 6:21,57  | QSC/D    |
| 4.       | Kuba (CUB) · Armando Arrechavaleta · Yosvel Iglesias | 6:27,89  | QSC/D    |

| Helyezés | Nemzet                                                | Idő      | Mj       |
| 2. futam | 2. futam                                              | 2. futam | 2. futam |
| -------- | ----------------------------------------------------- | -------- | -------- |
| 1.       | Lengyelország (POL) · Tomasz Kucharski · Robert Sycz  | 6:20,90  | QSA/B    |
| 2.       | Spanyolország (ESP) · Rubén Álvarez · Juan Zunzunegui | 6:26,66  | QSA/B    |
| 3.       | Uruguay (URU) · Rodolfo Collazo · Joe Reboledo        | 6:30,23  | QSC/D    |
| 4.       | Kína (CHN) · Csu Cse-fu · Jang Csien                  | 6:31,87  | QSC/D    |

| Helyezés | Nemzet                                                   | Idő      | Mj       |
| 3. futam | 3. futam                                                 | 3. futam | 3. futam |
| -------- | -------------------------------------------------------- | -------- | -------- |
| 1.       | Magyarország (HUN) · Hirling Zsolt · Varga Tamás         | 6:22,63  | QSA/B    |
| 2.       | Szlovákia (SVK) · Ľuboš Podstupka · Lukáš Babač          | 6:25.75  | QSA/B    |
| 3.       | Belgium (BEL) · Justin Gevaert · Wouter Van der Fraenen  | 6:31,18  | QSC/D    |
| 4.       | Üzbegisztán (UZB) · Sergey Bogdanov · Ruslan Naurzaliyev | 6:45,69  | QSC/D    |

| Helyezés | Nemzet                                               | Idő      | Mj       |
| 4. futam | 4. futam                                             | 4. futam | 4. futam |
| -------- | ---------------------------------------------------- | -------- | -------- |
| 1.       | Csehország (CZE) · Václav Maleček · Michal Vabroušek | 6:19,04  | QSA/B    |
| 2.       | Olaszország (ITA) · Elia Luini · Nicola Moriconi     | 6:21,22  | QSA/B    |
| 3.       | Ausztrália (AUS) · George Jelbart · Cameron Wurf     | 6:26,10  | QSC/D    |
| 4.       | Brazília (BRA) · José Sobral Júnior · Thiago Gomes   | 6:33,66  | QSC/D    |
| 5.       | Hongkong (HKG) · Lo Ting Vaj · So Sau Vah            | 6:41,09  | QSC/D    |

### Elődöntők
Az elődöntők mezőnye az előfutamok és a reményfutamok alapján alakult ki. Az A/B elődöntőből az A- vagy a B-döntőbe lehetett jutni, a vigasz előfutamból pedig a C-döntőbe.

#### A/B elődöntő
Két futamot rendeztek, a 6-6 hajóból az első 3-3 jutott az A-döntőbe, a maradék a B-döntőbe.
| Helyezés | Nemzet                                                             | Idő      | Mj       |
| 1. futam | 1. futam                                                           | 1. futam | 1. futam |
| -------- | ------------------------------------------------------------------ | -------- | -------- |
| 1.       | Lengyelország (POL) · Tomasz Kucharski · Robert Sycz               | 6:14,91  | QA       |
| 2.       | Görögország (GRE) · Vaszíliosz Polímerosz · Nikólaosz Szkiathítisz | 6:17,12  | QA       |
| 3.       | Dánia (DEN) · Mads Rasmussen · Rasmus Quist                        | 6:17,85  | QA       |
| 4.       | Egyesült Államok (USA) · Steve Tucker · Greg Ruckman               | 6:21,46  | QB       |
| 5.       | Csehország (CZE) · Václav Maleček · Michal Vabroušek               | 6:23,17  | QB       |
| 6.       | Szlovákia (SVK) · Ľuboš Podstupka · Lukáš Babač                    | 6:29,44  | QB       |

| Helyezés | Nemzet                                                | Idő      | Mj       |
| 2. futam | 2. futam                                              | 2. futam | 2. futam |
| -------- | ----------------------------------------------------- | -------- | -------- |
| 1.       | Franciaország (FRA) · Frédéric Dufour · Pascal Touron | 6:16,33  | QA       |
| 2.       | Magyarország (HUN) · Hirling Zsolt · Varga Tamás      | 6:18,23  | QA       |
| 3.       | Japán (JPN) · Ura Kazusige · Takeda Daiszaku          | 6:18,51  | QA       |
| 4.       | Írország (IRL) · Sam Lynch · Gearóid Towey            | 6:19,09  | QB       |
| 5.       | Olaszország (ITA) · Elia Luini · Nicola Moriconi      | 6:23,72  | QB       |
| 6.       | Spanyolország (ESP) · Rubén Álvarez · Juan Zunzunegui | 6:30,15  | QB       |

#### Vigasz elődöntő
Két futamot rendeztek, a 4 ill. 5 hajóból az első 3-3 (színessel jelölt/QC) jutott az C-döntőbe, a többiek kiestek.
| Helyezés | Nemzet                                                  | Idő      | Mj       |
| 1. futam | 1. futam                                                | 1. futam | 1. futam |
| -------- | ------------------------------------------------------- | -------- | -------- |
| 1.       | Németország (GER) · Manuel Brehmer · Ingo Euler         | 6:23,22  | QC       |
| 2.       | Belgium (BEL) · Justin Gevaert · Wouter Van der Fraenen | 6:25,34  | QC       |
| 3.       | Kína (CHN) · Csu Cse-fu · Jang Csien                    | 6:25,97  | QC       |
| 4.       | Brazília (BRA) · José Sobral Júnior · Thiago Gomes      | 6:26,98  |          |

| Helyezés | Nemzet                                                   | Idő      | Mj       |
| 2. futam | 2. futam                                                 | 2. futam | 2. futam |
| -------- | -------------------------------------------------------- | -------- | -------- |
| 1.       | Ausztrália (AUS) · George Jelbart · Cameron Wurf         | 6:27,68  | QC       |
| 2.       | Kuba (CUB) · Armando Arrechavaleta · Yosvel Iglesias     | 6:28,09  | QC       |
| 3.       | Uruguay (URU) · Rodolfo Collazo · Joe Reboledo           | 6:29,39  | QC       |
| 4.       | Hongkong (HKG) · Lo Ting Vaj · So Sau Vah                | 6:37,03  |          |
| 5.       | Üzbegisztán (UZB) · Sergey Bogdanov · Ruslan Naurzaliyev | 6:45,47  |          |

### Döntők
A döntők az előfutamok alapján alakultak ki. A B-döntő első helyezettje 7., a C-döntőé pedig a 13. helyen zárt.

#### C-döntő
A C-döntőt hat egységgel rendezték, a vigasz elődöntők 1-3. helyezettjeivel.
| Helyezés (Összesített) | Név                                   | Nemzet            | Idő     |
| ---------------------- | ------------------------------------- | ----------------- | ------- |
| 1. (13.)               | Manuel Brehmer Ingo Euler             | Németország (GER) | 6:45,62 |
| 2. (14.)               | Armando Arrechavaleta Yosvel Iglesias | Kuba (CUB)        | 6:48,50 |
| 3. (15.)               | Justin Gevaert Wouter Van der Fraenen | Belgium (BEL)     | 6:50,07 |
| 4. (16.)               | George Jelbart Cameron Wurf           | Ausztrália (AUS)  | 6:51,32 |
| 5. (17.)               | Csu Cse-fu Jang Csien                 | Kína (CHN)        | 6:58,88 |
| 6. (18.)               | Rodolfo Collazo Joe Reboledo          | Uruguay (URU)     | 7:03,72 |

#### B-döntő
A B-döntőt hat egységgel rendezték, az A/B elődöntők 4-6. helyezettjeivel.
| Helyezés (Összesített) | Név                             | Nemzet                 | Idő     |
| ---------------------- | ------------------------------- | ---------------------- | ------- |
| 1. (7.)                | Steve Tucker Greg Ruckman       | Egyesült Államok (USA) | 6:45,20 |
| 2. (8.)                | Rubén Álvarez Juan Zunzunegui   | Spanyolország (ESP)    | 6:46,48 |
| 3. (9.)                | Václav Maleček Michal Vabroušek | Csehország (CZE)       | 6:46,77 |
| 4. (10.)               | Sam Lynch Gearóid Towey         | Írország (IRL)         | 6:49,26 |
| 5. (11.)               | Ľuboš Podstupka Lukáš Babač     | Szlovákia (SVK)        | 6:58,78 |
| 6. (12.)               | Elia Luini Nicola Moriconi      | Olaszország (ITA)      | 7:01,86 |

#### A-döntő
Az A-döntőt hat egységgel rendezték, az A/B elődöntők 1-3. helyezettjeivel.
| Helyezés | Név                                          | Nemzet              | Idő     |
| -------- | -------------------------------------------- | ------------------- | ------- |
| Arany    | Tomasz Kucharski Robert Sycz                 | Lengyelország (POL) | 6:20,93 |
| Ezüst    | Frédéric Dufour Pascal Touron                | Franciaország (FRA) | 6:21,46 |
| Bronz    | Vaszíliosz Polímerosz Nikólaosz Szkiathítisz | Görögország (GRE)   | 6:23,23 |
| 4.       | Mads Rasmussen Rasmus Quist                  | Dánia (DEN)         | 6:23,92 |
| 5.       | Hirling Zsolt Varga Tamás                    | Magyarország (HUN)  | 6:24,69 |
| 6.       | Ura Kazusige Takeda Daiszaku                 | Japán (JPN)         | 6:24,98 |